# Nea Smirni (gmina)
Nea Smirni (gr. Δήμος Νέας Σμύρνης, Dimos Neas Smirnis) – gmina w Grecji, w administracji zdecentralizowanej Attyka, w regionie Attyka, w jednostce regionalnej Ateny-Sektor Południowy. Siedzibą i jedyną miejscowością gminy jest Nea Smirni. W 2011 roku liczyła 73 076 mieszkańców.